# Wang Chung
Wang Chung is een Britse band, momenteel bestaande uit Nick Feldman en Jack Hues. De band is bekend van de hits Dance Hall Days en Everybody Have Fun Tonight.

## Biografie
Nick Feldman en Jack Hues ontmoetten elkaar voor het eerst nadat Feldman in 1977 een advertentie plaatste in het Britse muziektijdschrift Melody Maker, waarin hij muzikanten vroeg voor een nieuw te beginnen band. Ze richtten de band The Intellektuals op, waarbij Feldman en Hues werden vergezeld door basgitarist Bud Merrick en voormalig Atomic Rooster-drummer Paul Hammond.
Nog geen jaar later gingen The Intellektuals uit elkaar. Hues en Feldman gingen een nieuwe band vormen genaamd 57 Men, samen met drummer Darren Costin, bassist Leigh Gorman, toetsenist Simon Campbell en zanger Glenn Gregory. Deze band bestond slechts 18 maanden; Gorman ging spelen bij Adam and the Ants en later bij Bow Wow Wow, en Gregory werd de zanger van Heaven 17.
Hues, Feldman en Costin blijven bij elkaar en gingen de band Huang Chung vormen. Het idee voor deze naam ontstond toen Feldman een boek aan het lezen was. Huang Chung is Chinees voor "gele bel", en verwijst naar de eerste noot in de klassieke Chinese toonladder. In 1982 verscheen hun eerste album, dat dezelfde naam draagt als de band. Van het album verschenen drie singles, maar hitsucces bleef uit. Opvallend genoeg bereikte de single China wel de Nederlandse Tipparade, terwijl dat nummer in thuisland het Verenigd Koninkrijk niets deed in de hitlijsten.
Op initiatief van hun platenlabel Geffen, werd in 1983 de bandnaam veranderd van Huang Chung in Wang Chung. Volgens het label was de naam Wang Chung namelijk beter uit te spreken voor Engelstaligen. Onder deze naam werd dat jaar het tweede studioalbum uitgebracht, getiteld Points on the Curve. Dit album leverde de band een internationale doorbraak op. Niet alleen in het Verenigd Koninkrijk, maar ook in Amerika en Nederland bereikte het de top 40 in de albumlijsten. De eerste single, getiteld Don't Be My Enemy, werd ook de eerste single van de band die de Britse en Amerikaanse hitparades haalde, maar veel succes had het er niet. De tweede single Don't Let Go was iets succesvoller, maar de derde single Dance Hall Days werd de grootste hit voor de band en was ook in veel andere landen succesvol. Het werd in veel landen een top 40-hit, zo ook in Nederland en Vlaanderen.
Na "Dance Hall Days" en "Don't Let Go" heeft Wang Chung in het Verenigd Koninkrijk geen grote hits meer weten te scoren. Opvolger "Don't Let Go" werd wel een klein hitje in het Nederlandse taalgebied. In 1985 hield Costin het voor gezien bij de band. Het nummer Everybody Have Fun Tonight van het het vierde album Mosaic, werd in 1986 nog een hit in het Nederlandse taalgebied, maar na dit nummer was het ook daar afgelopen met de grote successen voor de band.
Omdat het vijfde studioalbum The Warmer Side of Cool uit 1989 te weinig succesvol was, ging Wang Chung een jaar later uit elkaar. Hues en Feldman gingen zich op andere projecten richten.
In 1997 kwam de band, bestaande uit Hues en Feldman, weer bij elkaar om het verzamelalbum Everybody Wang Chung Tonight: Wang Chung's Greatest Hits uit te brengen, met Space Junk als nieuw nummer. Sinds die tijd treden Hues en Feldman ook weer met elkaar op onder de naam Wang Chung.

## Hitnoteringen

### Albums
| Album met eventuele hitnotering(en) in de Nederlandse Album Top 100 | Datum van verschijnen | Datum van binnenkomst | Hoogste positie | Aantal weken | Opmerkingen |
| ------------------------------------------------------------------- | --------------------- | --------------------- | --------------- | ------------ | ----------- |
| Points on the Curve                                                 | 1984                  | 31-03-1984            | 19              | 7            |             |

### Singles
| Single met eventuele hitnotering(en) in de Nederlandse Top 40 | Datum van verschijnen | Datum van binnenkomst | Hoogste positie | Aantal weken | Opmerkingen |
| ------------------------------------------------------------- | --------------------- | --------------------- | --------------- | ------------ | ----------- |
| China                                                         | 1982                  | 20-02-1982            | tip6            | 4            |             |
| Dance Hall Days                                               | 1984                  | 17-03-1984            | 9               | 8            |             |
| Don't Let Go                                                  | 1984                  | 16-06-1984            | tip13           | 4            |             |
| Everybody Have Fun Tonight                                    | 1986                  | 13-12-1986            | 30              | 4            |             |

| Single met hitnotering(en) in de Vlaamse Ultratop 50 | Datum van verschijnen | Datum van binnenkomst | Hoogste positie | Aantal weken | Opmerkingen |
| ---------------------------------------------------- | --------------------- | --------------------- | --------------- | ------------ | ----------- |
| Dance Hall Days                                      | 1984                  | 07-04-1984            | 3               | 8            |             |
| Don't Let Go                                         | 1984                  | 02-06-1984            | 18              | 2            |             |
| Everybody Have Fun Tonight                           | 1986                  | 13-12-1986            | 19              | 9            |             |